# Jan Fabius

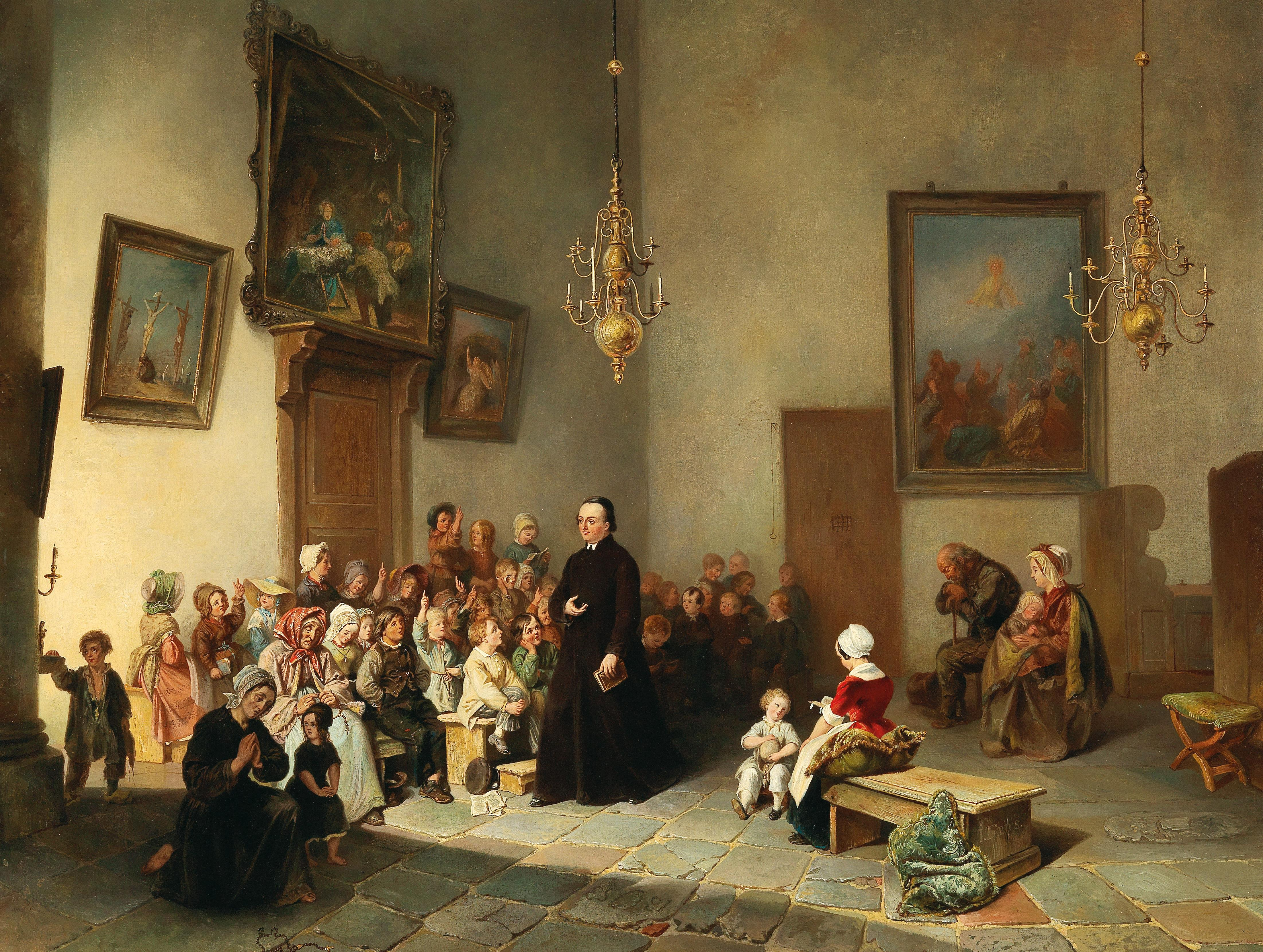
Sonntagsschule

Jan Fabius Czn (* 8. März 1820 in Delft; † 28. April 1889 in Amsterdam) war ein niederländischer Genre- und Landschaftsmaler.
Er war Schüler von Johan Willem Pieneman (1779–1853) des ersten Direktors der neu gegründeten Koninklijke Akademie van Beeldende Kunsten (Amsterdam).
Er malte hauptsächlich Genreszenen aus dem Leben der Niederländer und niederländische Landschaften.
Jan Fabius fügte seinem Nachnamen die Abkürzung „Czn“ (Corneliszoon) hinzu, um sich von anderen Trägern dieses Nachnamens zu unterscheiden.